# Elche CF
Elche Club de Fútbol este un club de fotbal din Elche, Spania, care evoluează în La Liga.

## Lotul actual
La 15 august 2025.
| Nr. |            | Poziție | Jucător          |
| --- | ---------- | ------- | ---------------- |
| 1   | Argentina  | P       | Matías Dituro    |
| 3   | Spania     | F       | Jairo Izquierdo  |
| 4   | Senegal    | F       | Bambo Diaby      |
| 5   | Spania     | F       | John Donald      |
| 6   | Spania     | F       | Pedro Bigas      |
| 7   | Spania     | M       | Yago Santiago    |
| 8   | Spania     | M       | Marc Aguado      |
| 9   | Portugalia | A       | André Silva      |
| 11  | Spania     | M       | Germán Valera    |
| 13  | Spania     | P       | Alejandro Iturbe |
| 14  | Spania     | M       | Aleix Febas      |
| 15  | Spania     | F       | Álvaro Núñez     |

| Nr. |                      | Poziție | Jucător                               |
| --- | -------------------- | ------- | ------------------------------------- |
| 16  | Portugalia           | M       | Martim Neto                           |
| 17  | Spania               | M       | Josan                                 |
| 19  | Maroc                | A       | Mourad Daoudi                         |
| 20  | Uruguay              | A       | Álvaro Rodríguez                      |
| 21  | Franța               | F       | Léo Pétrot                            |
| 22  | Austria              | F       | David Affengruber                     |
| 23  | Spania               | F       | Víctor Chust (împrumutat de la Cádiz) |
| 30  | Spania               | M       | Rodrigo Mendoza                       |
|     | Argentina            | M       | Federico Redondo                      |
|     | Republica Dominicană | A       | Rafa Núñez                            |

## Fotbaliști internaționali
| - Marc Bernaus - Marcelo Trobbiani - Fernand Goyvaerts - Mazinho - Tommy Christensen - Rodolfo Bodipo - Iván Bolado - José Cardona - Gilberto Yearwood - Balázs Molnár - Moha | - Benedict Iroha - Jan Berg - Roberto Acuña - Florencio Amarilla - José Aveiro - Juan Casco - Ramón Hicks - Cayetano Ré - Derlis Soto - Germán Leguía - Juan Carlos Oblitas | - Tomasz Frankowski - Silas - Ioan Andone - Dennis Șerban - Cristian Săpunaru - Goran Djorović - Albert Nadj - Saša Petrović - Juan Manuel Asensi - Rubén Cano - Santiago Cañizares - Carlos Muñoz | - Marcial Pina - César Rodríguez - Juan Carlos Heredia - Hilario - Eulogio Martínez - Fernando Fajardo - Dagoberto Moll - Mario Saralegui - Tabaré Silva - Juan Carlos Socorro |

## Legături externe
- Official website es
- Futbolme team profile es
- BDFutbol team profile

1. ↑   https://www.transfermarkt.com/-/mitarbeiterhistorie/verein/1531 Lipsește sau este vid: |title= (ajutor)
2. ↑  „Plantilla - Jugadores” (în spaniolă). Elche CF. Accesat în 20 noiembrie 2024.